# La Libertad (Quito)
La Libertad (span. für „die Freiheit“) ist ein Stadtteil von Quito und eine Parroquia urbana in der Verwaltungszone Manuela Sáenz im Kanton Quito der ecuadorianischen Provinz Pichincha. Die Fläche beträgt 2,65 km². Die Einwohnerzahl lag im Jahr 2019 bei 34.672.

## Lage
Die Parroquia La Libertad liegt zentral in Quito auf einer Höhe von etwa 3035 m. Das Areal liegt am Südosthang des Vulkans Rucu Pichincha. Im Osten reicht das Gebiet bis zur Avenida 10 de Agosto.
Die Parroquia La Libertad grenzt im Norden an die Parroquia San Juan, im Osten an die Parroquia Centro Histórico, im äußersten Südosten an die Parroquia La Magdalena sowie im Süden und im Westen an die Parroquia Chilibulo.

## Infrastruktur
Das Militärmuseum "Cima de La Libertad" befindet sich an der Stelle der Schlacht am Pichincha.

## Barrios
Die Parroquia La Libertad ist in folgende Barrios gegliedert:
- Cima de la Libertad
- Ciudadela Bermeo
- El Cano
- Josefina Enríquez
- La Colmena
- La Libertad
- Los Ángeles
- Los Dos Puentes (nördlicher Teil)
- Nueva Aurora
- San Diego Alto
- Santa Lucía